# Paul Fanaika
Pauliasi Fanaika, detto Paul (San Mateo, 9 aprile 1986), è un giocatore di football americano tongano che gioca nel ruolo di offensive guard per i Kansas City Chiefs della National Football League. Fu scelto dai Philadelphia Eagles nel corso del settimo giro del Draft NFL 2009. Al college ha giocato a football all'Università statale dell'Arizona.

## Carriera professionistica

### Philadelphia Eagles
Fanaika fu scelto dai Philadelphia Eagles nel corso del settimo giro del draft 2009. Fu tagliato il 5 settembre 2009 e rifirmato per far parte della squadra di allenamento il giorno seguente.

### Washington Redskins
Fanaika lasciò la squadra di allenamento degli Eagles il 23 novembre e fu firmato dai Washington Redskins, con cui non mise mai piede in campo. Fu pubblicato il 14 giugno 2010.

### Cleveland Browns
Fanaika firmò coi Cleveland Browns il 15 giugno 2010 ma venne svincolato il 4 settembre 2010 prima che la stagione avesse inizio. Un giorno dopo firmò per la squadra di allenamento dei Browns.

### Seattle Seahawks
Fanaika lasciò i Browns il 14 dicembre 2010 per essere firmato dai Seattle Seahawks. Con essi finalmente fece il suo debutto in campo nella stagione 2011 il 20 novembre nella partita vinta contro i St. Louis Rams 24-7. Fanaika giocò anche le due gare successive contro sue due ex squadre, Redskins ed Eagles, chiudendo la stagione con 3 presenze.

### Arizona Cardinals
Il 24 aprile 2013, Fanaika firmmò con gli Arizona Cardinals. Nelle due stagioni successive giocò 30 partite con i Cardinals, partendo sempre titolare.

### Kansas City Chiefs
L'11 marzo 2015, Fanaika firmò un contratto triennale del valore di 8,1 milioni di dollari con i Kansas City Chiefs.

## Statistiche
| Partite totali      | 33 |
| Partite da titolare | 30 |

Statistiche aggiornate alla stagione 2014